# 名字由来net
名字由来net（みょうじゆらいネット）は、日本のウェブサイト。日本の名字の99%以上を網羅していると謳っている。

## 概要
調べたい名字を入力すると、その名字に関する情報（名字、読み方、全国人数・順位）を知ることができる。また、名字そのものだけではなく、読み方や一部文字でも検索できる。
「日本で唯一名字を専門的に調査している機関」を謳っており、名字のデータは政府発表の最新の統計データや全国電話帳データをもとに、独自調査を行ったものである。
日本郵便が運営する「郵便年賀.jp」内の、2018年9月より特設されたサイト「ニッポンの名字」へのデータ提供は本サイトが手掛けていた。なお、現在は「郵便年賀.jp」自体がサービスを終了している。